# Opactwo Holyrood

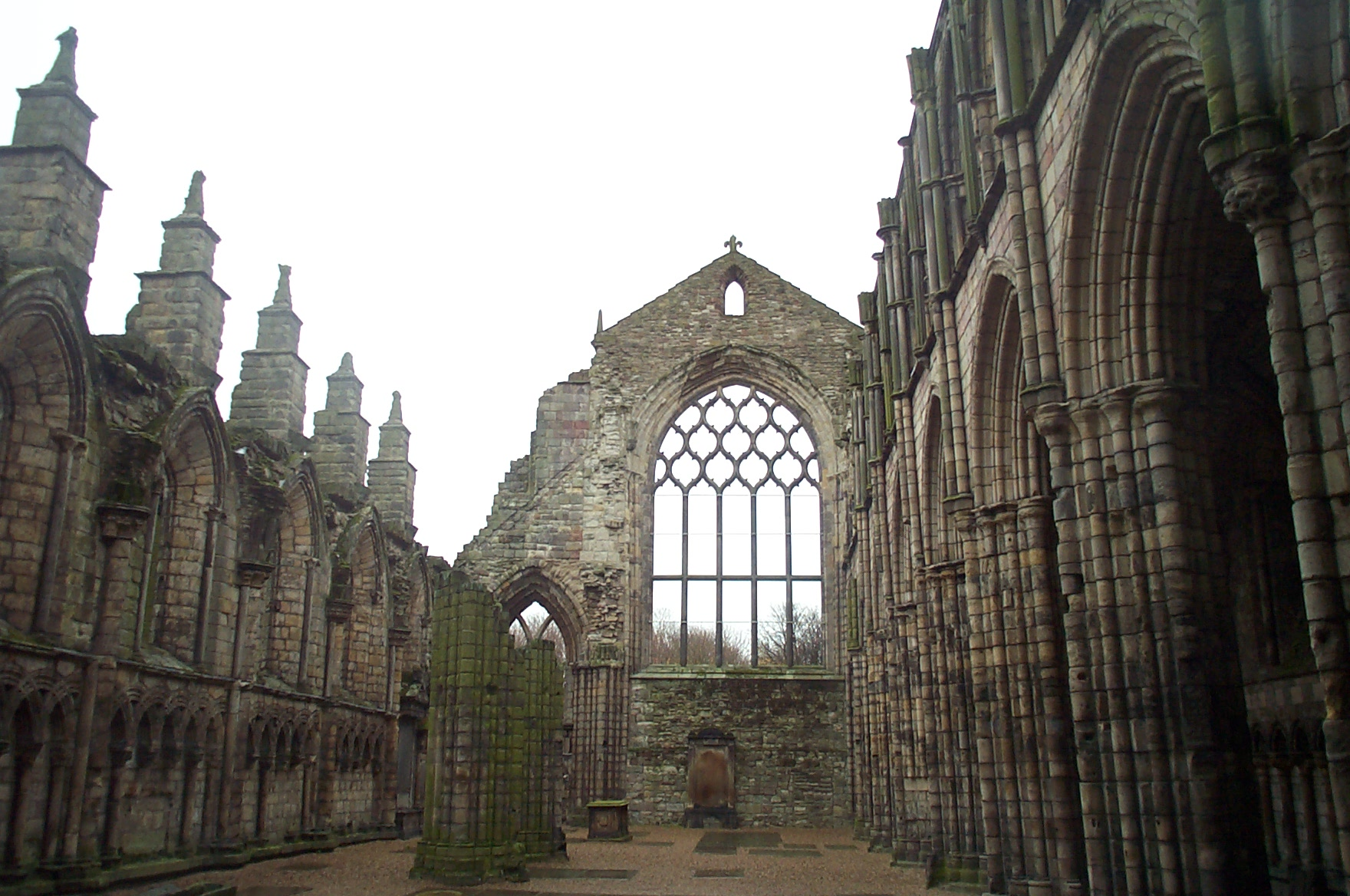
Ruiny opactwa przylegają do Pałacu Holyrood

Opactwo Holyrood (ang: Holyrood Abbey; dosłownie Opactwo Świętego Krzyża), zbudowane w 1128 przez króla Dawida I Szkockiego, jest dziś zrujnowanym augustiańskim opactwem w Edynburgu w Szkocji. 
Zlokalizowane jest na terenach Królewskiego Pałacu Holyrood.